# Joe Flaherty
Joe Flaherty   (Pittsburgh, 21 de juny de 1941 - Toronto, 1 d'abril de 2024) fou un comediant i actor estatunidenc.